# Omet
Omet is een gemeente in het Franse departement Gironde (regio Nouvelle-Aquitaine) en telt 226 inwoners (1999). De plaats maakt deel uit van het arrondissement Langon.

## Geografie
De oppervlakte van Omet bedraagt 2,6 km², de bevolkingsdichtheid is 86,9 inwoners per km².
De onderstaande kaart toont de ligging van Omet met de belangrijkste infrastructuur en aangrenzende gemeenten.

## Demografie
Onderstaande figuur toont het verloop van het inwonertal (bron: INSEE-tellingen).